# Pseudosedum kamelinii
Pseudosedum kamelinii är en fetbladsväxtart som beskrevs av A.V. Palanov. Pseudosedum kamelinii ingår i släktet Pseudosedum och familjen fetbladsväxter. Inga underarter finns listade i Catalogue of Life.